# Police-sletten
Police Sletten (polsk: Równina Policka) er en slette på Nordeuropæiske Lavland i det vestlige Polen, i zachodniopomorskie voivodskab. Et andet navn er Wkrzańska Sletten (polsk: Równina Wkrzańska). 
Den flod Oder i Nedre Oderdal, Police byen og Dębostrów, Niekłończyca, Uniemyśl og Trzebież landsbyer er på østlig slettes grænsen. Stettiner Haff (polsk: Zalew Szczeciński, tysk: Stettiner Haff), Nowe Warpno byen og Warnołęka, Brzózki (ved Nowe Warpno) og Trzebież landsby er på nord. Warszewo Bakker ligger syd for Police Sletten. På vest er en polsk-tysk grænse. 
Nedre Oderdal ligger bagved østlig Police-slettens grænse. 
På Police Sletten er Wkrzanskaskoven med Swidwie Naturreservatet (Ramsar-konventionen, 1984) og den flod Gunica med kajak-vejen fra Węgornik til Police (Jasienica). 

## Byer på Police-sletten
- Police, Polen
- Nowe Warpno

## Landsbyer på Police-sletten
- Trzebież
- Dębostrów
- Niekłończyca
- Uniemyśl
- Tatynia
- Tanowo
- Węgornik
- Trzeszczyn
- Warnołęka
- Brzózki (ved Nowe Warpno)